# Sóstrato de Cnido
Sóstrato de Cnido (nascido no século III a.C.) foi um arquiteto e engenheiro grego.
Projetou o Farol de Alexandria — uma das sete maravilhas do mundo antigo — em 280 a.C., na ilha de Faros, próxima a Alexandria, Egito.